# 米科·迈凯莱
米科·迈凯莱（芬蘭語：Mikko Mäkelä，1965年2月28日—），芬兰男子冰球运动员。他曾代表芬兰参加1992年和1994年冬季奥林匹克运动会冰球比赛，其中1994年奥运会获得一枚铜牌。